# Euchrysops albistriata
Euchrysops albistriata is een vlinder uit de familie van de Lycaenidae. De wetenschappelijke naam van de soort is voor het eerst gepubliceerd in 1889 door Jean-Baptiste Capronnier.
De spanwijdte bedraagt ongeveer 26 millimeter. Ondersoort severini komt voor in de savanne tussen 1200 en 1700 meter hoogte.

## Verspreiding
De soort komt voor in Guinee, Sierra Leone, Liberia, Ivoorkust, Ghana, Nigeria, Kameroen, Gabon, Congo-Kinshasa, Soedan, Ethiopië, Oeganda, Kenia, Tanzania en Zambia.

## Ondersoorten
- Euchrysops albistriata albistriata (Capronnier, 1889) (Kameroen, Gabon, Congo-Kinshasa, Soedan, Ethiopië en Zambia)
- Euchrysops albistriata greenwoodi d’Abrera, 1980 (Guinee, Sierra Leone, Liberia, Ivoorkust, Ghana en Nigeria)
- Euchrysops albistriata severini Hulstaert, 1924 (Congo-Kinshasa, Ethiopië, Oeganda, Kenia en Tanzania)